# Кузьменко Ольга Михайлівна

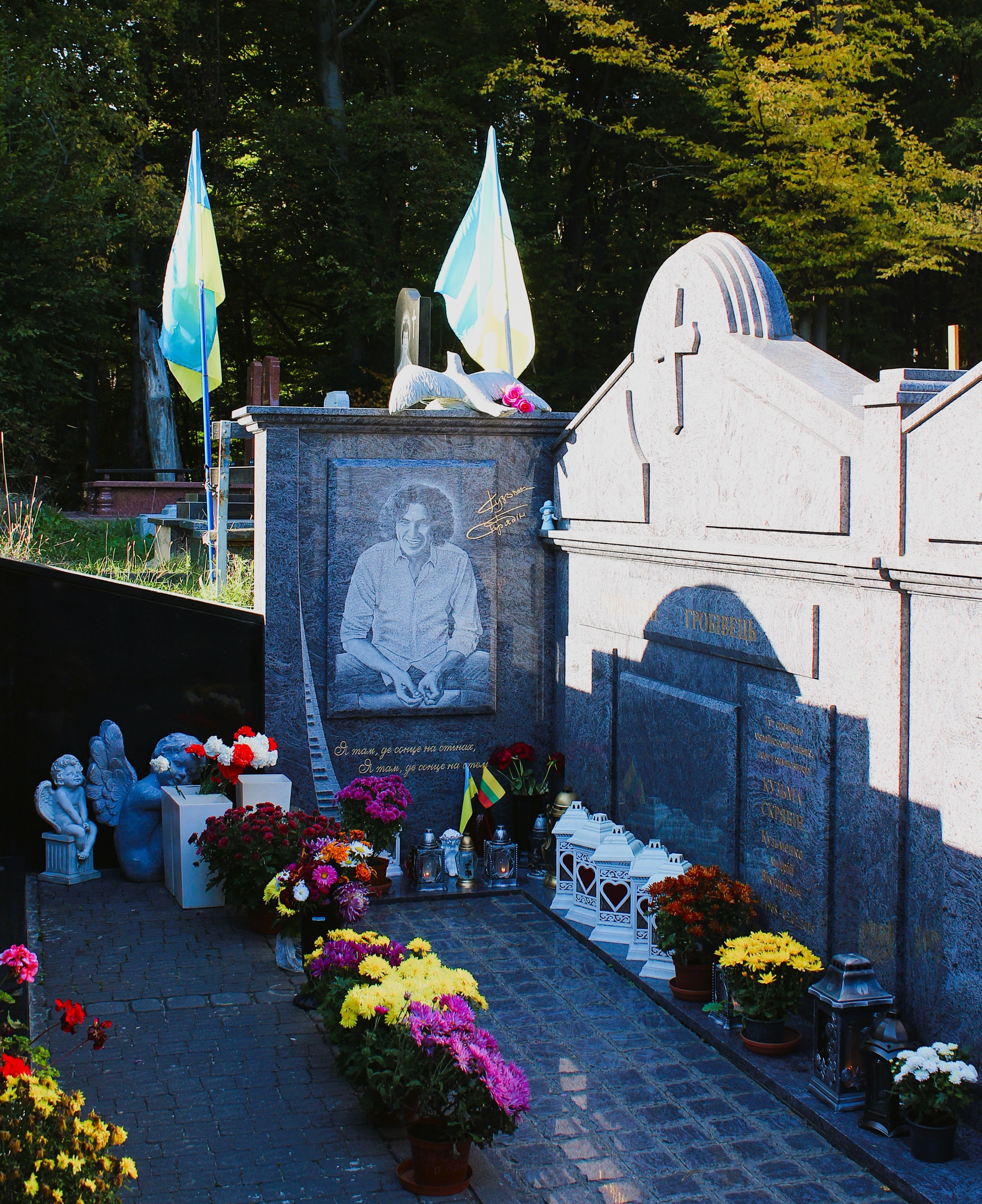
Родинний склеп Кузьменків на Брюховицькому цвинтарі.

Ольга Михайлівна Качмар, у шлюбі Кузьменко (23 квітня 1947, Сіде, Львівська область — 23 вересня 2023) — українська письменниця, освітянка.

## Життєпис
Народилася 23 квітня 1947 року в селі Сіде, нині Ралівської громади Самбірського району Львівської области України.
Навчалася в середній № 9 та музичній школах м. Самбора. Закінчила Дрогобицький педагогічний інститут. Під час навчання в інституті, їздила по селах з магнітофоном і записувала народні пісні, прислів'я; заснувала дитячий колектив, який співав народні та обрядові пісні.
У 1981 році з чоловіком-інженером Віктором Кузьменком і сином Андрієм переїхали до міста Новояворівськ Яворівського району, де працювала учителькою музичної школи. Згодом з чоловіком оселилися в селищі Брюховичі.
У 2012 році Андрій Кузьменко написав пісню «Мам», яку присвятив матері.
Володіла майстернею з виробництва керамічних дзвіночків та ангелів.
Померла 23 вересня 2023 року у віці 76 років від інсульту в Брюховичах. Була похована 26 вересня в родинному склепі на Брюховицькому цвинтарі.

## Творчість
Авторка трьох книг про свого сина Андрія:
- «Моя дорога птаха. Мамина книжка» (2015)[9],
- «Група „Скрябін“ та друзі по сцені» (2016)[9],
- «Колискова для Андрійка» (2018)[2].